# Pseudotogea albidorides
Pseudotogea albidorides är en stekelart som beskrevs av Heinrich 1968. Pseudotogea albidorides ingår i släktet Pseudotogea och familjen brokparasitsteklar. Inga underarter finns listade i Catalogue of Life.